# Antoni Chamiec
Antoni Chamiec, též Antoni Chamiec-Jaxa nebo Antoni Chamiec-Jaksa (11. listopadu 1840 Andruha – 7. března 1908 Lvov), byl rakouský šlechtic a politik polské národnosti z Haliče, v 2. polovině 19. století poslanec Říšské rady.

## Biografie
Pocházel z Ukrajiny. Narodil se v obci Andruha na Volyni. Působil jako národohospodář a politik. Byl velmi zámožný.
Byl aktivní i politicky. Zasedal jako poslanec Haličského zemského sněmu. Zastával post náměstka maršálka (předsedy) sněmu. Na zemském sněmu se zaměřoval na národohospodářská témata (zemské finance, agrární otázky).
Působil též jako poslanec Říšské rady (celostátního parlamentu Předlitavska), kde usedl ve volbách roku 1879 za kurii venkovských obcí v Haliči, obvod Zališčiki, Borščiv, Horodenka atd. Mandát zde obhájil ve volbách roku 1885. Do parlamentu se po delší přestávce vrátil ve volbách roku 1901, opět za kurii venkovských obcí, obvod Zališčiki, Borščiv, Horodenka atd. Ve volebním období 1879–1885 se uvádí jako rytíř Anton von Chamiec-Jaxa, c. k. komoří, místodržitelský rada a statkář, bytem Lvov.
Patřil mezi polské národní poslance. Roku 1879 reprezentoval parlamentní Polský klub. I ve volbách roku 1901 je uváděn coby oficiální polský kandidát, tedy kandidát Polského klubu. Ve volbách roku 1907 již nekandidoval.
Zemřel v březnu 1908.